# Пижмівка
Пижмівка (Adoxa) — рід квіткових рослин з родини пижмівкових (Adoxaceae). Рід містить 4 види, які поширені в Марокко, Євразії, США й Канаді.

## Біоморфологічна характеристика
Це багаторічні трави. Кореневища повзучі, ниткоподібні, закінчуються бульбою; бульба білий, що дає початок рослині наступного року. Стебла 1 чи 2, голі. Прикореневих листків 1–3; стеблових листків 2, супротивні, рідко чергові, на ніжках. Суцвіття кінцеві, у головчастих кластерах чи китицеподібні. Квітки жовтувато-зелені, сидячі, чотири-п'ятикратні, радіальної симетрії, двостатеві. Чашечка неглибоко чашоподібна. Плоди ягодоподібні, м'ясисті. x = 9, 2n = 36, 54, 108.

## Види
1. Adoxa corydalifolia (C.Y.Wu, Z.L.Wu & R.F.Huang) Christenh. & Byng
2. Adoxa moschatellina L.
3. Adoxa omeiensis H.Hara
4. Adoxa xizangensis G.Yao